# Antonio Fernández de Córdoba y Cardona
Antonio Fernández de Córdoba y Cardona (Bellpuig, 1550 - Valladolid, 1606) fue un aristócrata español, IV conde de Oliveto, VII conde de Cabra, VI conde de Palamós, V conde de Avelino, conde de Trivento, V duque de Sessa, III duque de Baena, IV duque de Soma, VII vizconde de Iznájar, XV barón de Bellpuig,[cita requerida] V barón de Calonge, VI barón de Liñola, y barón de Uxafavá[cita requerida] y embajador de Felipe II y Felipe III en Roma. 

## Biografía
Antonio Fernández de Córdoba y Folch de Cardona Anglesola y Requesens fue el segundo hijo de Beatriz Fernández de Córdoba, hermana del III duque de Sessa Gonzalo Fernández de Córdoba y Fernández de Córdoba, y Fernando Folch de Cardona, II duque de Soma. Nació en Bellpuig, donde pasó su infancia y estudió en la Universidad de Lérida.
En 1590 es nombrado embajador en Roma por Felipe II, actuando inicialmente de manera conjunta con el embajador previo (Enrique de Guzmán, II conde de Olivares) y posteriormente sucediéndole. Defendió los intereses de la Corona española en un contexto de constantes nombramientos de pontífices (ya que 1590 fue un año de los tres papas y hubo un nuevo cónclave en 1591). Continuó su labor tras la muerte de Felipe II y el reinado de Felipe III, hasta que en 1603 abandonó la embajada para volver a España. Fue embajador acreditado ante los siguientes pontífices: Sixto V, Urbano VII, Gregorio XIV, Inocencio IX y Clemente VIII. Al regresar a España, pasó a ser miembro del Consejo de Castilla y mayordomo mayor de la reina Margarita de Austria-Estiria. Falleció en Valladolid el 6 de enero de 1606 y fue sepultado en el convento de la Madre de Dios de Baena.